# Cseterőc
Cseterőc (szlovákul Šterusy) község  Szlovákiában, a Nagyszombati kerületben, a Pöstyéni járásban.

## Fekvése
Pöstyéntől 14 km-re nyugatra.

## Története
A régészeti leletek tanúsága szerint már i. e. 5000 éve, a kőkorszakban is éltek itt emberek. A lengyeli kultúra maradványait is megtalálták itt.
A falut 1262-ben IV. Béla király adománylevelében Cheteruch néven említik először. Nyitra várának tartozéka volt, később helyi nemesek birtoka. 1598-ban 89 háza volt, ebből 30 Jókő várának uradalmához tartozott. A 16. század végén a török rajtaütések következtében a lakosság egy része elmenekült. 1600-ban 30, 1601-ben 26 ház állt a faluban. Lakói mezőgazdasággal, szőlőtermesztéssel foglalkoztak. Szőlőhegyén kitűnő borokat termeltek, erről a 19. században Mednyánszky Lajos is említést tesz. A falu 1599 és 1663 között a töröknek adózott. 1753-ban 139 család élt a községben. 1787-ben 112 házában 587 lakos élt. 1869-ben 622-en lakták. Iskolája a 19. század közepén épült.
Vályi András szerint "STERUSZ. Tót falu Nyitra Várm. földes Ura Gr. Erdődy Uraság, lakosai katolikusok, határja meglehetős termésű."
Fényes Elek szerint "Sterus, tót falu, Nyitra vmegyében, Verbóhoz délre 1/2 órányira. 534 kath. 24 zsidó lak. – Bortermesztés. F. u. gr. Erdődy Józsefné. Ut. posta Galgócz."
A trianoni békeszerződésig Nyitra vármegye Pöstyéni járásához tartozott.

## Népessége
| Év:            | 1994. | 2004.   | 2014.   | 2024.   |
| -------------- | ----- | ------- | ------- | ------- |
| Emberek száma: | 516   | 515     | 504     | 463     |
| Eltérés:       |       | -0,19 % | -2,13 % | -8,13 % |

| Év:            | 2023. | 2024.   |
| -------------- | ----- | ------- |
| Emberek száma: | 468   | 463     |
| Eltérés:       |       | -1,06 % |

1910-ben 660, túlnyomórészt szlovák lakosa volt.
2001-ben 515 lakosából 514 szlovák volt.
2011-ben 512 lakosából 478 szlovák.

## Nevezetességei
- Szent Mária Magdolna tiszteletére szentelt római katolikus temploma 1685-ben épült, harangtornya csak 1990-ben épült hozzá.
- A Nepomuki Szent János szobor 1763-ban készült.